# ぼくらシリーズ (宗田理)
『ぼくらシリーズ 』は、宗田理による日本の小説シリーズ。角川書店より1985年4月から刊行され、徳間書店やポプラ社への移籍を経て、2009年3月からは角川つばさ文庫（KADOKAWA）より刊行。既刊分の再刊とともに、新たな書き下ろし作品も追加されている。更に宗田理の死後、子息の宗田律による新作も発表されている。

## 概要
1985年4月に刊行された『ぼくらの七日間戦争』は、映画化されるなど成功を収め、宗田理は以後25年間にわたって続編を次々と発表した。これらの作品は「ぼくらシリーズ」と称されており、2020年6月時点で累計発行部数は2000万部を突破している。なお「新・ぼくらシリーズ」以降は、タイトルの冠に「ぼくら」がつくものの、1-2作品毎に登場人物や舞台が一新されている作品が多数存在する。
2007年3月には、ポプラ社より『ぼくらの七日間戦争』から『ぼくらの最終戦争』までの11作を再録し、ヤングアダルトとして書き下ろしのイラストにしたB6版ソフトカバーの新装版が出版され、重版が続けられている。2008年に久々の書き下ろしとなる「横浜開港編」シリーズが開始され、2010年12月刊行の3作目で完結を迎えた。また、2010年7月に高校生編の「―『最強』イレブン」までの選り抜き3作が刊行されており、2011年4月にはこれら17巻のセット販売された（ISBN 978-4-591-91250-8）。更に、高校生編の残りも2018年7月までに全て刊行され、2019年7月には青年編の第1作の「ぼくらののら犬砦」が刊行された。
角川つばさ文庫での2009年からの再刊にあたっては一部サブタイトルが改題されている他、書き下ろし作品もシリーズとして出版されている。
また、角川文庫では何度か表紙がリニューアルされており、1度目は映画化前に変更、2度目は映画化による変更、3度目は2014年に行われた。なお角川文庫の2014年版では冒頭の「相原の両親の日大全共闘時代回想」に関する部分が削除されている。
高校生編以降の作品及び角川つばさ文庫における書下ろしの中学編の作品において同作者作品である『2年A組探偵局』（仮面学園）シリーズとのクロスオーバーが成されており、同シリーズと設定を共有している。また番外編として本シリーズ主人公の後輩たちを主人公とした『ぼくんちの戦争ごっこ』、小学生智也を主人公とする『ぼくらとスーパーマウスJの冒険』がある。
宗田理の死後、子息の宗田律による新作の第１作として、ぼくらの秘密基地が、角川つばさ文庫2025年7月に刊行された。

## あらすじ

### 中学生編
ぼくらの七日間戦争
1学期の終業式の日、東京下町の中学校に通う、菊地英治ら1年2組の男子生徒達全員が突如行方不明となる。親たちは懸命に英治たちを探すが全く見つからない。実は英治たちは、荒川河川敷の廃工場に立てこもって、外にいる橋口純子たち女子生徒と、体罰によって大怪我を負った谷本聡と協力し、廃工場を日本大学全学共闘会議をまねた「解放区」とし、校則で抑圧する教師や勉強を押し付ける親に対し、反旗を翻していたのだ。だが、1年2組の男子生徒の柿沼直樹は、それに参加する前に誘拐されてしまう。英治たちは廃工場で出会った老人・瀬川卓蔵と共に彼を救出しに奮闘すると同時に、突入してきた教師に様々な仕掛けで対抗し、隣町の市長の談合を生中継するなど、悪い大人たちをこらしめる。
ぼくらの天使ゲーム
1年生2学期、解放区の影響で校長・教頭が変わるとともに1年生のクラス替えが行われる。クラスがばらばらになった英治たちは、煙草を水浸しにする、酒を水で薄めるなど、世の中のためになる「一日一善運動」を始めた。そんな中、女子の先輩が望まぬ妊娠をしたのち自殺する。その死に疑問を持った英治たちは、独自で捜査を開始。ヤクザの地上げを阻止するため、朝倉佐織の家族が運営する寂れた幼稚園を「老稚園」にしたり、ヤクザが陣取る石坂さよが住むアパートを幽霊アパートにしたりしながら、七日間戦争で知り合った瀬川や、TVリポーターの矢場勇らに協力を仰ぎ、死の真相を突き止める。
ぼくらの大冒険
3学期、アメリカから転校生の木下吉郎がやってくる。UFOを呼ぶことができるという木下に誘われ、英治たちが見物に行くと、宇野秀明、安永宏の2人が消えてしまう。やがて、木下が新興宗教団体「アルラ」に洗脳され、2人を拉致するために利用されていたことが発覚する。2人を救出するため、矢場や瀬川、さよに応援を頼み、アルラの総本山に乗り込む。
ぼくらと七人の盗賊たち
春休み、英治たちはハイキング先の丹沢の山中で「福祉法人七福神」と称し、マルチ商法で稼ぐ泥棒集団「七福神」のアジトを見つけてしまった。アジトに隠してあった盗品の山を貧しい老人たちにばらまいていくうち、七福神と英治たちは攻防戦を繰り広げていくようになる。やがて完全に降伏した七福神は、英治たちと結託し、政治家に宝石を売り付けたり、アルコール依存症の父を持つ友達を助けたりしていく。やがて心を入れ替え、子供向けコンサルタント会社を開くと宣言した七福神は、心のクリーニングのために旅に出る。
ぼくらのデスマッチ（角川つばさ文庫では『ぼくらのデスゲーム』）
2年生に進級した英治たち。新たに赴任した校長の大村と担任真田の教育方針は、「手本は二宮金次郎」だった。厳しい校則で生徒を取り締まる教師たちに反発する英治たちだったが、突如真田に脅迫状が届き、その後殺害される。さらに純子の弟光太、石坂さよが誘拐されてしまう英治たちは、様々な手がかりをもとに、光太らを救出、犯人を確保する。さらに、真田を殺害したのは大村だったことが判明し、英治たちはますます大人たちへの不信感を募らせる。
ぼくらの学校戦争（角川つばさ文庫の書下ろし新作）
2年のゴールデンウイーク。ぼくらの出身の小学校が廃校になりまもなく取り壊しになる。そこでぼくらは、取り壊し前に廃校舎を幽霊学校にすることにした。スーパー迷路、おばけ屋敷を作る！ところが本物の死体と遭遇。ぼくらはイギリス帰りのスーパー小学生の有季と凶悪犯と対決！
ぼくらのオンライン戦争（角川つばさ文庫の書下ろし新作）
中2の夏休みの初め、柿沼の別荘に子供だけで過ごすことになった。ここをあの七日間戦争を超える秘密基地にすることにしたぼくら。ところがとなりの別荘にきた柿沼の幼なじみの俊介が家出、行方不明になる。どうやらあやしいゲーム制作集団に監禁されたらしい。秘密基地におびきだし、いたずら満載のからくりで撃退だ！
ぼくらの秘密基地（角川つばさ文庫の宗田律による書下ろし新作）
中2の夏休み、クラスの女子が消えた。１年前の解放区を今度は女子が再現。最高の７日間のはずが犯罪グループの事件に巻き込まれる。ひとみと純子が誘拐される。女子たちと共同作戦で英治たちは、敵を巨大迷路で撃退する。
ぼくらの秘島探検隊（角川つばさ文庫では『ぼくらの南の島戦争』）
2年生の夏休み、英治たちは沖縄へと渡った。銀鈴荘の金城まさから「故郷の美しい自然がリゾート開発業者の手に渡り、骨が埋められない」と聞いたのが始まりだった。現地では、建設会社の桜田組が、住民を無理矢理追い出していた。島に残った現地の中学生と協力し、桜田組を少しずつ追い詰める。そこに殺し屋まで加わるが、英治たちは廃校を改造し、まとめて撃退。完全に戦力を失った桜田組は、島から退散する。
ぼくらの怪盗戦争（角川つばさ文庫の書下ろし新作）
2年の夏休み、有季の提案で、ミステリーツアーに出発。幽霊船が出るという死の島で国際的怪盗団と遭遇。つかまった久美子たちを奪還するため怪盗団と大戦争！
ぼくらの危（ヤ）バイト作戦
2年生2学期。安永は、交通事故による怪我で療養中の父に代わり、労働基準法に違反していると知りながら、高校生と偽り、きついアルバイトで家計を支えていた。それを知った英治たちは、安永のために金儲けをしようと考える。占い師になって親を騙すなど、色々な危険なバイトをこなしていくが、やがて本物の殺人事件に遭遇してしまう。その事件は、政財界を巻き込む「黒い手帳」に繋がっていた。英治たちは、殺人犯を自らの手で捕まえ、黒い手帳を手に入れる。
ぼくらの東京革命（角川つばさ文庫の書下ろし新作）
2年の夏休み最終日、巨大地震の前触れかも知れない地震が起こる。2学期になりぼくらは、東京都の防災コンクールに参加することになった。英治たちが始めた高齢者を始めた高齢者を救う活動のなかで、手抜き工事で高齢者をくいものにする会社の犯罪を発見。知恵といたずらでやっつけろ！
ぼくらの消えた学校（角川つばさ文庫の書下ろし新作）
2年の2学期、英治と相原は、山奥の学校にであうが、あとかたもなく校舎も児童も消えてしまう。谷本はVR（仮想現実）かもしれないという。捜査を始めるぼくら。6人のこどもが誘拐されハッカーに！国際的犯罪組織と戦うぼくら。こどもたちを救出せよ！
ぼくらのC（クリーン）計画
2年生の3学期、来るべき21世紀に向け、英治たちは地球環境を美化するためのC（クリーン）計画委員会を結成した。その第一歩として人の心からきれいにするため、贈収賄政治家リストの載っている極秘の「黒い手帳」をめぐるコンペを開催することに。マスコミ各社に手紙を送り付け、英治たちと大人の知恵比べが始まるが、手帳を奪おうとする殺し屋たちとスクープを狙ったマスコミで謎解きは大混乱。殺し屋たちに人質をとられ、黒い手帳は奪われてしまうが、実はそれはフェイク。黒い手帳は、コンペで優勝した矢場の手に渡る。
ぼくらの黒（ブラック）会社戦争（角川つばさ文庫の書下ろし新作）
2年の3学期、とんでもない最強いたずらばあさんがやってきた。おばあさんの息子は会社の不正を知ったため命を落としている。息子の未練をはらすため、ぼくらとばあさんが悪い会社と戦う。
ぼくらの修学旅行
3年生になった英治たちのもとに、聴覚障害を抱えた佐山信が転校してきた。しかし、急な転校だったため、修学旅行には参加できないという佐山のために、自分たちだけの修学旅行を企画する。受験勉強にかこつけたサマースクールを開催し、途中で抜け出して楽しもうというものだ。しかし、黒い手帳事件の復讐のためにやってきたヤクザが英治たちを拉致。まとめて殺害しようとするが、英治たちと格闘するうち、ヤクザたちは近いうちに切り捨てられる運命だと悟る。英治たちはヤクザと結託し、ヤクザの親集団と戦うことになる。結果、味方のヤクザが2人死んだものの、英治たちは無傷で無事に帰還する。
ぼくらの体育祭（角川つばさ文庫の書下ろし新作）
3年1学期、楽しみにしていた体育祭に脅迫電話。先生はぼくらのいたずらと考えるが、冗談じゃない。ところがパン食い競争のパンに毒！犯人はだれだ！
ぼくらのテーマパーク決戦（角川つばさ文庫の書下ろし新作）
3年1学期、福島県から震災被災者の小林が転校してきた。小林は、福島県にこどもしか入れないテーマパークがあり、そこには本物にそっくりな恐竜や巨大迷路があるという。ところが震災でテーマパークの結界が破れ、悪人たちが乗っ取りをはかってきた。ぼくらとの大決戦！
ぼくらの太平洋戦争（角川つばさ文庫の書下ろし新作）
3年の夏休み、ぼくたちは1945年へタイムスリップ。戦争の真最中でもぼくらはめげない！
ぼくらのいたずらバトル（角川つばさ文庫の書下ろし新作）
3年になり、いつもいたずらをしている英治たちに、小学生が挑戦！！紙粘土のチーズ、中身を風船にしたスイカと、さすがの英治もタジタジ。おばけ屋敷で逆転だ！英治とひとみが海水浴、ここでも事件が。　　　　　　　　
ぼくらの一日校長（角川つばさ文庫の書下ろし新作）
3年の2学期、東中学創立60周年の記念日である11月11日に、人気アイドルの水谷亮が一日校長で、来校した。ぼくらのいたずらが全開。ところが水谷が誘拐される！ぼくらの救出が始まる。
ぼくらの㊙学園祭
3年生の2学期、学園祭の演し物は「赤ずきんと七人の小人たち」に決まるが、英治たちは乗り気ではない。面白いものにしようと知恵を絞るなか、登校拒否で相談に乗っていた河辺由美子が精神病院に送られる。由美子を取り返そうと必死になる英治たちのもとに、矢場が預かることになったイタリア人少年・ヴィットリオがやってくる。彼にからむ絵画贋作事件に巻き込まれ、マフィアとの真っ向勝負に挑む英治たちは、その内容を劇として上演する。しかし、実際はマフィアなどでっちあげで、全てはヴィットリオを連れてきた日本人、大沢司の謀略であったことが明らかになる。
ぼくらの無人島戦争（角川つばさ文庫の書下ろし新作）
3年の冬休みの冒頭、急遽南太平洋の美しい秘島へタダで行けることになった。その島には黄金の宮殿があり、かっこいい王様がいた。ところが島にある植物が万能薬になることを知った製薬会社が、島を占領しようと上陸。これに立ち向かうぼくらたち・・。
ぼくらのハイジャック戦争（角川つばさ文庫の書下ろし新作）
3年生の冬、1月の3連休に、中一になった有季と貢も交えて北海道にスキー。その帰りの飛行機がハイジャックされる。犯人側の、身代金と代議士10人との人質交換の要求に政府が対応しないまま、犯人は人質殺害を予告、危機がせまる。ぼくらは知恵と勇気で犯人と戦う。
ぼくらの最終戦争（角川つばさ文庫では『ぼくらの卒業いたずら大作戦上・下』）
3年生の3学期、いよいよ英治たちも卒業間近となった。何かをするに違いないと思う教師たちが警戒態勢を敷く中、卒業式をどう盛り上げるかの策略を練る英治たち。そんな折、出所したルミの父親・為朝が刑務所で仕入れた謎めいた殺人話をしたのち失踪してしまう。真相解明に奔走しつつ、迫る卒業式に向けての準備も万端。果たして英治たちはどうなるのか…。

### 高校生編
ぼくらの大脱走
高一の夏休みに英治たちは、中学の時の同級生・三矢麻衣が無人島の強制矯正施設に入れられていることを知る。そして、仲間たちと助けに行くことにするが...
ぼくらのミステリー列車
高二のぼくらは、行き先を決めずに電車に乗る。あるところで降り、そこで自殺をしようとしている男女を見かける。そして、その二人を追いかけ、思いがけないところに行く。
ぼくらの恐怖ゾーン（角川つばさ文庫では『ぼくらの地下迷路』）
10月にぼくらは、メンバーの一人・日比野朗の同級生・塚田に誘われ、父母が死に叔父に取られてしまっていた家に誘われる。ただし、その家には色々な仕掛けがあり、ぼくらはその仕掛けに奮闘しながらも、最後には仕掛けを新しく加えた犯人を突き止める。
ぼくらのメリークリスマス（角川つばさ文庫では『ぼくらのメリー・クリスマス』）
英治の後輩・滝川ルミの父・為朝に突然元妻から電話がかかってきた。その内容は、金庫破りをしなければ、ルミをさらうと言う内容だった...。ぼくらと七人の盗賊以来の、七福神と共になぜ元妻がそんなことを言ったのかと言う真相を突き止め、そして今老人に話題の宗教・ポックリ教の裏問題も解決する。
ぼくらの『第九』殺人事件
メンバーの一人・中山ひとみが通う聖フランチェスコ学院の悪ガキ組セブンシスターズに、毎日一人ずつ生贄にもらうという脅迫状が届いた。その夜メンバーの一人・立石がセブンシスターズのいたずらエース・城山ひかるに連れられ、人気のない原っぱで見たのは、死体だった。そしてぼくらはセブンシスターズと第九を歌う練習をして、上手くなっていく。ただし、どうしても死体が気になり...
ぼくらの秘密結社
第九殺人事件以来、アメリカ留学中だった城山ひかるが日本に戻ってきた!!誕生日パーティーでサプライズを色々するが、テレビレポーター・矢場勇が不法滞在外国人について話す。そしてその不法滞在外国人がとうとう殺人された...。ぼくらは殺人事件の犯人を探しながらも、殺人犯の組織を潰そうと企む。
ぼくらの「最強」イレブン（角川つばさ文庫では『ぼくらの復活大作戦』）
英治がサッカー部をやめてからというものも、サッカー部員が急激に減り、廃部寸前に追い込まれる。そしてサッカーの本場イタリアから帰ってきた後輩・木俣と共に、サッカー部復活を目指す。
ぼくらの校長送り（ポプラ社版では、『ぼくらの（悪）校長退治』。角川つばさ文庫では『ぼくらの（悪）校長戦争』）
中山ひとみの同級生の姉がいじめられているという。姉は青森で教員をしているがいじめられていて、なんといじめているのは先生達だという。姉が教えている中学生と共に英治たちは先生達をやっつけていく。
ぼくらのコブラ記念日（角川つばさ文庫では『ぼくらの（超）記念日』）
年を越せないかも知れないと医者から言われている瀬川は、最期に自分の息子の鉄也に会いたいという。ぼくらは鉄也を探し出し、そして瀬川が持っている資料を狙っている大企業とも奮闘する。
ぼくらの魔女戦記Ⅰ 黒ミサ城へ（角川つばさ文庫では、ぼくらの魔女戦記Ⅰ～Ⅲを、『ぼくらのイタリア（怪）戦争』と『ぼくらの（魔）大戦』の2冊に再編集）
夏休みにイタリアにいる日比野から「ルネサンスを発見した」という謎の電話がかかってきた。その電話を聞いた菊地と相原は日比野の身に何かあったかも知れないと思い、仲間と共にイタリア遠征をするが、日比野が追われている「魔女」に目をつけられてしまい...
ぼくらの魔女戦記Ⅱ 黒衣の女王
夏休みにイタリア料理修行中の日比野にカトリーヌという客が来た。カトリーヌは、ルチアという美女を紹介してきた。ただし、ルチアは「魔女」から追われていて、それを助けるのが日比野だという。日本から来た2A探偵局の有季と貢と共に魔女からルチアを守り通す。
ぼくらの魔女戦記Ⅲ 黒ミサ城脱出
英治たちは、古城の地下牢に監禁されてしまった。有季と貢が救出に向かう。一方、ルチアは魔女になることをせまられる。すべての決着は満月の夜に…。
ぼくらのロストワールド
安永の妹、純子の弟が在学する中学に、脅迫電話があった。修学旅行を中止しないと自殺するというもの。さらにクラスの3分の1は、面倒くさいと修学旅行へ行きたくない。わずか数年での変化に驚く、ぼくら。ぼくらは、2年A組探偵局、安永の妹、純子の弟たちのグループとともに事態の収拾にのりだす。
ぼくらの卒業旅行（グランド・ツアー）
ぼくらの仲間の冴子が白血病で死んだ。その思いを胸に、ぼくらは高校の卒業の思い出に東南アジアへ旅立つ。そこで日本の過去と向き合う。

### 青年編
ぼくらののら犬砦
浪人となった英治に北原先生から連絡があった。来年廃校になる中央区の勝鬨中学に手伝いにこないかというもの。そこは百年の伝統があるが、現在は全生徒が12名。いずれも訳ありの者ばかり。問題を抱える生徒と英治の仲間たちは、暴走族を撃退して仲間にしたり、学校をお化け屋敷にして暴力団をやっつけたり、最後は麻薬組織と対決する。
ぼくらのグリム・ファイル探険
子どもが関係する事件が勃発する。初めは関連がないと思われていたが次第にある共通点が発覚する。それは、人を狂わす情報ウイルスで、それを追うぼくらはグリムが200年前に封印して残した謎の伝説集、グリム・ファイルがその根源であることをつきとめ、ドイツへ向かう。そこで言葉による世界征服をもくろむ謎の組織、ナチの亡霊と対決する。
ぼくらのラストサマー
中学教師になった菊池英治が担当するクラスの生徒、岡本雅樹が夏休み2日前に理由も言わずに「旅に出る」という置き手紙を残して家出した。家出の理由を調べるために担当クラスの生徒たちに聞いてみると、どうやら「クニオを探しに行った」らしい。クニオとは暗い歌を書くシンガーソングライターで、岡本だけでなくクラスの生徒達や同世代の若い子達にとって「神様」のような存在だったが、今年の初めに突然姿を消したようで、みんなで探していると言う。ある時、8月15日にクニオが新城市の信玄塚で、嵐の中でコンサートを行うとの情報を掴む。英治は岡本がそこへ向かうと推測。「ぼくら」の仲間の力を借りて、家出した岡本を探しに行く。そこで待ち受けていたものは…

### 教師編
ぼくらの悪魔教師
いじめ、援助交際、かつあげが横行し、教師が休職に追い込まれる荒れた中学に、あたらしく赴任してきた教師は、菊地英治だった。英治は赴任すると校則、級則を振りかざしがんじがらめの管理教育を始める。これに対して、ばらばらだった子供たちは団結し、英治にいたずらをしかける。実は菊地は、とびきりの悪を演じることで生徒を団結させ、パワーを引き出すのが狙いだった。
ぼくらの特命教師
中山ひとみが教師となった朝日中学は、オメガを名乗る正体不明の存在が、生徒達だけではなく教師達をも恐怖のどん底に陥れており、崩壊寸前だった。そこに乗り込む英治。しかしひとみはそんな英治に反発する。オメガの正体とは一体？
ぼくらの失格教師
矢場がテレビ局から、民間人からの中学校長に転身。教師たちは、追い落としをもくろみサボタージュを行う。そして生徒も不在の状態の中学に、菊池が派遣される。持ち前の行動力で、生徒の心をつかんだ菊地は、騒動の黒幕に立ち向かう。黒幕は誰だ！
ぼくらの魔女教師
菊地が新たに赴任するのは、男性教師の排除を唱える教頭を筆頭に、生徒を含む魔女軍団が牛耳る女子校で、そこは校長への殺人予告があるなどとんでもない状況。生徒の行方不明事件を追ううち、舞台は瀬戸内に。ぼくらと魔女軍団の対決の結末は？

### 第二次七日間戦争シリーズ
ぼくらの第二次七日間戦争 援交をぶっとばせ!
英治たちが中学を卒業して15年。子供がおかしくなっている。大人が壊れたからだ。ぼくらは現役中学生とタッグを組んで、はばかりもなく援助交際をする大人を退治する。
ぼくらの第二次七日間戦争 再生教師
英治たちは「死にたい」と平気で言う子供を憂いていた。そんな折、ひとみが勤務する学校で謎の落書きが見つかる。マザーグースになぞらえて殺人がおこるのかと懸念される中、さらに男子生徒が失踪。ぼくらは無事に救出できるのか。そして騒動の真相は…
ぼくらの第二次七日間戦争 グランドフィナーレ！
再開発で超豪華マンションが完成し、子供たちの金銭感覚が狂いだす。そんな状況をぶっ壊そうとするぼくら。そしてついに英治とひとみが…

### 新・ぼくらシリーズ
新・ぼくらの円卓の戦士
新聞部長の神藤亜子が在学する東中学に転校してきたのは、秋葉雷太。少年Ａの異名をとる謎の少年。彼の後をつけた亜子は、雷太が怪しげな悠遊塾にはいるのを発見した。そこにいたのは、車いすの天才少年、喧嘩では大人もしごく双子、など6人の塾生がいた。理想と真実の追及をし大人社会を打倒しようと始動する悠遊塾。しかし闇の集団の天道会がうごめきだした。その結果は…。
新・ぼくらの大魔術師
大阪の中学2年生の八代圭介は、いたずら好きの天才マジシャン。圭介が気になるのは、日々に退屈しきっている同学年の及川登。ところが登が、祖父（実は実父だが、世間をはばかって登を、息子の沖智之の息子にしている）の沖知久選挙事務所から一億円を盗むと、登の性格が一変。子分を従え、更にクラスメートを引き連れて学校をさぼり東京ディズニーランドへ。その結末は・・。新・ぼくらの円卓の戦士の前日談となり、圭介のメル友として神藤亜子が登場する。
新・ぼくらのサムライ魂
一億円窃盗がばれた八代圭介は、筑波山のふもとにある天童中学に放り込まれる。そこは、海軍兵学校のイギリスのパブリックスクールを合わせたような全寮制男子校。そこでいっしょになったのは文武両道のサムライ優等生の橋川佐内とアメリカからのハチャメチャ留学生のジョージ・ハミルトン。反発しあう両者だが、凶悪な誘拐事件を機に手を組むことに。新・ぼくらの大魔術師に続き圭介のメル友として神藤亜子が登場している。
新・ぼくらのいいじゃんか!
企業城下町Ｋ市は、Ｎ社の工場閉鎖が持ち上がり大騒動。そのあおりでＴ中学の文化祭も開催危機。そこでＴ中学演劇部は、町おこしとして圭介を大阪から呼び、市長やテレビ局を巻き込んで一天女ショーを成功させる。

### 横浜開港編
ぼくらの奇跡の七日間

ぼくらのモンスターハント

ぼくらの最後の聖戦

### 番外編
ぼくんちの戦争ごっこ
青葉光は、親から落ちこぼれといわれている。中学受験に失敗したからである。しかし進学した公立中学でぼくらの相原、菊地、木俣先輩のいるサッカー部にはいりいきいきとした生活が始まった。ところが両親の仲が険悪になってきた。相原先輩らに相談すると半端なケンカはやめて徹底的にスタミナがなくなるまで戦ってもらいそれを観戦しようとすることになった。ぼくらメンバー全員から細かいアドバイスをもらいいざ勝負。
ぼくらとスーパーマウスJの冒険
東京近郊のM市に住む小学生の智也は、5年生になると札付きのいじめっ子トリオと同じクラスになりひどいいじめを受けた。いじめに耐えかねた智也は、なぜかあたまにあった鉄道唱歌の「海の眺めは蒲郡」にひかれて蒲郡に向かう。そこであったおばさんに誘われて名鉄三河線で愛知県幡豆町にたどり着く。自殺を考えた智也は、人間並みの知能を持つスーパーマウス次郎吉と不可能とも思われる劇場づくりに取り組む女性オリビアに呼び止められ自殺を思いとどまる。地域の力を取り戻そうとする町の人との出会いは智也を変えていく。

### 参考
ぼくらのアラビアン・ナイト
「ぼくらの」を題名に冠しているが、ぼくらのメンバーがアラビアン・ナイトの世界で活躍するのではなく、純然たるアラビアン・ナイト（アリババと四十人の盗賊、シンドバットの冒険）である。番外編ともしがたいので参考として掲げる。

## 書誌情報

### ぼくらシリーズ
- 宗田理 「ぼくらシリーズ」 角川書店→徳間書店〈角川文庫→徳間文庫〉[注 1]、全36巻
  - 中学生編
    1. 『ぼくらの七日間戦争』1985年4月1日発売[2]、ISBN 4-04-160201-7
    2. 『ぼくらの天使ゲーム』1987年3月30日発売[3]、ISBN 4-04-160204-1
    3. 『ぼくらの大冒険』1989年3月20日発売[4]、ISBN 4-04-160217-3
    4. 『ぼくらのデスマッチ 殺人狂がやって来た』1989年8月4日発売[5]、ISBN 4-04-160218-1
    5. 『ぼくらの危（ヤ）バイト作戦』1989年11月17日発売[6]、ISBN 4-04-160219-X
    6. 『ぼくらのC（クリーン）計画』1990年4月27日発売[7]、ISBN 4-04-160221-1
    7. 『ぼくらの修学旅行』1990年7月5日発売[8]、ISBN 4-04-160222-X
    8. 『ぼくらの㊙学園祭』1990年10月31日発売[9]、ISBN 4-04-160224-6
    9. 『ぼくらと七人の盗賊たち』1991年3月21日発売[10]、ISBN 4-04-160225-4
    10. 『ぼくらの秘島探険隊』1991年5月23日発売[11]、ISBN 4-04-160226-2
    11. 『ぼくらの最終戦争』1991年12月6日発売[12]、ISBN 4-04-160230-0

  - 高校生編
    1. 『ぼくらの大脱走』1992年5月21日発売[13]、ISBN 4-04-160232-7
    2. 『ぼくらの恐怖ゾーン』1992年8月24日発売[14]、ISBN 4-04-160235-1
    3. 『ぼくらのメリークリスマス』1992年12月8日発売[15]、ISBN 4-04-160236-X
    4. 『ぼくらのミステリー列車』1993年6月22日発売[16]、ISBN 4-04-160238-6
    5. 『ぼくらの『第九』殺人事件』1993年12月17日発売[17]、ISBN 4-04-160240-8
    6. 『ぼくらの秘密結社』1994年5月20日発売[18]、ISBN 4-04-160241-6
    7. 『ぼくらの「最強」イレブン』1994年12月20日発売[19]、ISBN 4-04-160244-0
    8. 『ぼくらの校長送り』1995年6月22日発売[20]、ISBN 4-04-160247-5
    9. 『ぼくらのコブラ記念日』1996年1月18日発売[21]、ISBN 4-04-160249-1
    10. 『ぼくらの魔女戦記Ⅰ 黒ミサ城へ』1996年7月23日発売[22]、ISBN 4-04-160251-3
    11. 『ぼくらの魔女戦記Ⅱ 黒衣の女王』1996年9月20日発売[23]、ISBN 4-04-160252-1
    12. 『ぼくらの魔女戦記Ⅲ 黒ミサ城脱出』1996年11月21日発売[24]、ISBN 4-04-160253-X
    13. 『ぼくらのロストワールド』1997年7月23日発売[25]、ISBN 4-04-160255-6
    14. 『ぼくらの卒業旅行（グランド・ツアー）』1997年12月18日発売[26]、ISBN 4-04-160256-4

  - 青年編
    1. 『ぼくらののら犬砦』1998年6月23日発売[27]、ISBN 4-04-160258-0
    2. 『ぼくらのグリム・ファイル探険（上）』1998年12月22日発売[28]、ISBN 4-04-160260-2
    3. 『ぼくらのグリム・ファイル探険（下）』1998年12月22日発売[29]、ISBN 4-04-160261-0
    4. 『ぼくらのラストサマー』1999年6月24日発売[30]、ISBN 4-04-160263-7

  - 教師編
    1. 『ぼくらの悪魔教師』2002年7月発売、ISBN 4-19-891738-8
    2. 『ぼくらの特命教師』2003年1月発売、ISBN 4-19-891822-8
    3. 『ぼくらの失格教師』2003年8月発売、ISBN 4-19-891927-5
    4. 『ぼくらの魔女教師』2003年12月発売、ISBN 4-19-891985-2

  - 第二次七日間戦争シリーズ
    1. 『ぼくらの第二次七日間戦争 援交をぶっとばせ！』2004年8月発売、ISBN 4-19-892107-5
    2. 『ぼくらの第二次七日間戦争 再生教師』2005年3月発売、ISBN 4-19-892215-2
    3. 『ぼくらの第二次七日間戦争 グランド・フィナーレ!』2005年8月発売、ISBN 4-19-892289-6
- 宗田理 「新・ぼくらシリーズ」 角川書店〈角川文庫〉、全4巻
  1. 『新・ぼくらの円卓の戦士』2000年3月24日発売[31]、ISBN 4-04-160265-3
  2. 『新・ぼくらの大魔術師』2000年12月22日発売[32]、ISBN 4-04-160267-X
  3. 『新・ぼくらのサムライ魂』2001年7月25日発売[33]、ISBN 4-04-160269-6
  4. 『新・ぼくらのいいじゃんか!』2002年8月24日発売[34]、ISBN 4-04-160271-8
- 宗田理 「ぼくらシリーズ 横浜開港編」 ポプラ社〈ポプラ文庫ピュアフル〉、全3巻
  1. 『ぼくらの奇跡の七日間』2011年10月発売、ISBN 978-4-591-12663-9
  2. 『ぼくらのモンスターハント』2012年5月発売、ISBN 978-4-591-12942-5
  3. 『ぼくらの最後の聖戦』2013年12月発売、ISBN 978-4-591-13669-0
- 宗田理 「ぼくらシリーズ番外編」 角川書店〈角川文庫〉、全2巻
  1. 『ぼくんちの戦争ごっこ』1990年8月7日発売[35]、ISBN 4-04-160223-8。
  2. 『ぼくらとスーパーマウスJの冒険』2010年6月25日発売[36]、ISBN 978-4-04-160278-2
    - 『スーパーマウスJの冒険[37]』を改題。

### ぼくらシリーズ（再録版）

#### ポプラ社版
- 宗田理 「ぼくらシリーズ」 ポプラ社、既刊29巻（2020年4月現在）
  - 中学生編
    1. 『ぼくらの七日間戦争』2007年1月発売[38]、ISBN 978-4-591-09577-5
    2. 『ぼくらの天使ゲーム』2007年1月発売[39]、ISBN 978-4-591-09578-2
    3. 『ぼくらの大冒険』2007年1月発売[40]、ISBN 978-4-591-09579-9
    4. 『ぼくらと七人の盗賊たち』2007年3月発売[41]、ISBN 978-4-591-09678-9
    5. 『ぼくらのデスマッチ』2007年3月発売[42]、ISBN 978-4-591-09673-4
    6. 『ぼくらの秘島探険隊』2007年3月発売[43]、ISBN 978-4-591-09679-6
    7. 『ぼくらの危（ヤ）バイト作戦』2007年3月発売[44]、ISBN 978-4-591-09674-1
    8. 『ぼくらのC（クリーン）計画』2007年3月発売[45]、ISBN 978-4-591-09675-8
    9. 『ぼくらの修学旅行』2007年3月発売[46]、ISBN 978-4-591-09676-5
    10. 『ぼくらの㊙学園祭』2007年3月発売[47]、ISBN 978-4-591-09677-2
    11. 『ぼくらの最終戦争』2007年3月発売[48]、ISBN 978-4-591-09680-2

  - 高校生編
    1. 『ぼくらのミステリー列車』2010年7月発売[49]、ISBN 978-4-591-11958-7
    2. 『ぼくらの『第九』殺人事件』2010年7月発売[50]、ISBN 978-4-591-11959-4
    3. 『ぼくらの「最強」イレブン』2010年7月発売[51]、ISBN 978-4-591-11960-0
    4. 『ぼくらの大脱走』2011年7月発売[52]、ISBN 978-4-591-12502-1
    5. 『ぼくらの恐怖ゾーン』2011年7月発売[53]、ISBN 978-4-591-11958-7
    6. 『ぼくらのメリークリスマス』2011年11月発売[54]、ISBN 978-4-591-12703-2
    7. 『ぼくらの秘密結社』2012年7月発売[55]、ISBN 978-4-591-12865-7
    8. 『ぼくらの（悪）校長退治』2013年7月発売[56]、ISBN 978-4-591-13533-4
      - 改題前のタイトルは『ぼくらの校長送り』

    9. 『ぼくらのコブラ記念日』2014年7月発売[57]、ISBN 978-4-591-14061-1
    10. 『ぼくらの魔女戦記Ⅰ 黒ミサ城へ』2015年7月発売[58]、ISBN 978-4-591-14586-9
    11. 『ぼくらの魔女戦記Ⅱ 黒衣の女王』2016年1月発売[59]、ISBN 978-4-591-14783-2
    12. 『ぼくらの魔女戦記Ⅲ 黒ミサ城脱出』2016年7月発売[60]、ISBN 978-4-591-15075-7
    13. 『ぼくらのロストワールド』2017年7月発売[61]、ISBN 978-4-591-15502-8
    14. 『ぼくらの卒業旅行（グランド・ツアー）』2018年7月発売[62]、ISBN 978-4-591-15927-9

  - 青年編
    1. 『ぼくらののら犬砦』2019年7月発売[63]、ISBN 978-4-591-16326-9

  - 横浜開港篇
    1. 『ぼくらの奇跡の七日間』2008年7月発売[64]、ISBN 978-4-591-10429-3
    2. 『ぼくらのモンスターハント』2009年4月発売[65]、ISBN 978-4-591-10883-3
    3. 『ぼくらの最後の聖戦』2010年12月発売[66]、ISBN 978-4-591-12209-9

#### 角川つばさ文庫版
- 新作の書き下ろし作品はタイトルの末尾に（※）を表記している。
- 宗田理（著） / はしもとしん[注 2]（イラスト・キャラクターデザイン） / YUME[注 3]（イラスト） 「ぼくらシリーズ」 角川書店→KADOKAWA[注 4]〈角川つばさ文庫〉、既刊38巻（2024年8月7日現在）
  - 中学生編
    1. 『ぼくらの七日間戦争』2009年3月3日発売[67]、ISBN 978-4-04-631003-3
    2. 『ぼくらの天使ゲーム』2009年9月15日発売[68]、ISBN 978-4-04-631046-0
    3. 『ぼくらの大冒険』2010年2月15日発売[69]、ISBN 978-4-04-631080-4
    4. 『ぼくらと七人の盗賊たち』2010年10月20日発売[70]、ISBN 978-4-04-631128-3
    5. 『ぼくらの学校戦争（※）』2011年3月11日発売[71]、ISBN 978-4-04-631150-4
    6. 『ぼくらのデスゲーム』2011年7月13日発売[72]、ISBN 978-4-04-631173-3
      - 改題前のタイトルは『ぼくらのデスマッチ 殺人狂がやってきた』

    7. 『ぼくらの南の島戦争』2011年9月13日発売[73]、ISBN 978-4-04-631183-2
      - 改題前のタイトルは『ぼくらの秘島探検隊』

    8. 『ぼくらの（ヤ）バイト作戦』2011年12月13日発売[74]、ISBN 978-4-04-631208-2
      - 改題前のタイトルは『ぼくらの危（ヤ）バイト作戦』

    9. 『ぼくらのC（クリーン）計画』2012年3月13日発売[75]、ISBN 978-4-04-631225-9
    10. 『ぼくらの怪盗戦争（※）』2012年6月13日発売[76]、ISBN 978-4-04-631246-4
    11. 『ぼくらの黒（ブラック）会社戦争（※）』2012年12月13日発売[77]、ISBN 978-4-04-631284-6
    12. 『ぼくらの修学旅行』2012年3月13日発売[78]、ISBN 978-4-04-631297-6
    13. 『ぼくらのテーマパーク決戦（※）』2013年7月11日発売[79]、ISBN 978-4-04-631331-7
    14. 『ぼくらの体育祭（※）』2014年3月15日発売[80]、ISBN 978-4-04-631383-6
    15. 『ぼくらの太平洋戦争（※）』2014年7月15日発売[81]、ISBN 978-4-04-631413-0
    16. 『ぼくらの一日校長（※）』2014年12月15日発売[82]、ISBN 978-4-04-631452-9
    17. 『ぼくらのいたずらバトル（※）』2015年7月15日発売[83]、ISBN 978-4-04-631506-9
    18. 『ぼくらの㊙学園祭』2015年12月15日発売[84]、ISBN 978-4-04-631420-8
    19. 『ぼくらの無人島戦争（※）』2016年8月15日発売[85]、ISBN 978-4-04-631639-4
    20. 『ぼくらのハイジャック戦争（※）』2017年4月15日発売[86]、ISBN 978-4-04-631676-9
    21. 『ぼくらの消えた学校（※）』2017年12月15日発売[87]、ISBN 978-4-04-631734-6
    22. 『ぼくらの卒業いたずら大作戦（上）』2018年3月15日発売[88]、ISBN 978-4-04-631735-3
      - 改題前のタイトルは『ぼくらの最終戦争』

    23. 『ぼくらの卒業いたずら大作戦（下）』2018年4月13日発売[89]、ISBN 978-4-04-631800-8
      - 改題前のタイトルは『ぼくらの最終戦争』

    24. 『ぼくらのオンライン戦争（※）』2023年3月8日発売[90]、ISBN 978-4-04-632200-5
    25. 『ぼくらの東京革命（※）』2023年10月12日発売[91]、ISBN 978-4-04-632261-6

  - 高校生編
    1. 『ぼくらの大脱走』2018年7月14日発売[92]、ISBN 978-4-04-631815-2
    2. 『ぼくらのミステリー列車』2018年12月15日発売[93]、ISBN 978-4-04-631858-9
    3. 『ぼくらの宝探し（※）』2019年3月15日発売[94]、ISBN 978-4-04-631859-6
    4. 『ぼくらの地下迷路』2019年7月15日発売[95]、ISBN 978-4-04-631928-9
      - 改題前のタイトルは『ぼくらの恐怖ゾーン』

    5. 『ぼくらのメリー・クリスマス』2019年12月13日発売[96]、ISBN 978-4-04-631960-9
      - 改題前のタイトルは『ぼくらのメリークリスマス』

    6. 『ぼくらのいじめ救出作戦（※）』2020年3月14日発売[97]、ISBN 978-4-04-631961-6
    7. 『ぼくらの『第九』殺人事件』2020年7月14日発売[98]、ISBN 978-4-04-631980-7
    8. 『ぼくらの秘密結社』2020年12月15日発売[99]、ISBN 978-4-04-632053-7
    9. 『ぼくらの復活大作戦』2021年6月9日発売[100]、ISBN 978-4-04-632106-0
      - 改題前のタイトルは『ぼくらの「最強」イレブン』

    10. 『ぼくらの（悪）校長戦争』2021年11月10日発売[101]、ISBN 978-4-04-632107-7
      - 改題前のタイトルは『ぼくらの校長送り』。ポプラ社版の『ぼくらの（悪）校長退治』とも異同がある。

    11. 『ぼくらの（超）記念日』2022年6月15日発売[102]、ISBN 978-4-04-632168-8
      - 改題前のタイトルは『ぼくらのコブラ記念日』。

    12. 『ぼくらのイタリア（怪）戦争』2024年3月13日発売[103]、ISBN 978-4-04-632291-3
    13. 『ぼくらの（魔）大戦』2024年8月7日発売[104]、ISBN 978-4-04-632292-0
      - 『ぼくらのイタリア（怪）戦争』と『ぼくらの（魔）大戦』は『ぼくらの魔女戦記Ⅰ 黒ミサ城へ』、『ぼくらの魔女戦記Ⅱ 黒衣の女王』及び『ぼくらの魔女戦記Ⅲ 黒ミサ城脱出』の3冊を再編集したもの。
- 宗田理（原案） / 宗田律（文）/はしもとしん[注 5]（キャラクターデザイン） / YUME[注 6]（絵） KADOKAWA〈角川つばさ文庫〉、既刊1巻（2025年7月9日現在）
  -     1. 『ぼくらの秘密基地（※）』2025年7月9日発売[105]、ISBN 978-4-04-632375-0

### ノベライズ
- 宗田理（原作） / けーしん（カバーイラスト） / 伊豆平成（小説） 『劇場版アニメ ぼくらの7日間戦争』 KADOKAWA〈角川文庫〉、2019年10月24日発売[106]、ISBN 978-4-04-108556-1
- 宗田理（原作） / けーしん（イラスト） / 伊豆平成（小説） 『劇場版アニメ ぼくらの7日間戦争』 KADOKAWA〈角川つばさ文庫〉、2019年11月15日発売[107]、ISBN 978-4-04-631950-0
- どちらも小説をアニメ化した映画『ぼくらの7日間戦争』のノベライズ。

### 参考
- 宗田理（文） / はしもとしん（イラスト）  『ぼくらのアラビアン・ナイト』 KADOKAWA〈角川つばさ文庫〉、2010年6月18日発売[108]、ISBN 978-4-04-631099-6

### コラボ作品
- 宗田理・秋木真（作） / YUME・しゅー（イラスト） / はしもとしん（キャラクターデザイン） 『ぼくら×怪盗レッド VRパークで危機一髪!?の巻』 KADOKAWA〈角川つばさ文庫〉、2019年1月15日発売[109]、ISBN 978-4-04-631863-3

## 派生作品
映画等は、基本は第1作『ぼくらの七日間戦争』が原作だが、『ぼくらの七日間戦争2』は、第10作『ぼくらの秘島探険隊』を原作とするなどシリーズ全体とも関係する。